# Standards & Practices
Reactionary é o sexto álbum de estúdio da banda Face to Face, lançado em 20 de fevereiro de 2001.
O álbum consiste em versões covers de diversas bandas, desde os INXS, Ramones e Fugazi.

## Faixas
1. "What Difference Does It Make?" (The Smiths) — 3:42
2. "Chesterfield King" (Jawbreaker) — 3:47
3. "Don't Change" (INXS) — 4:07
4. "Sunny Side of the Street" (The Pogues) — 2:43
5. "Planet of Sound" (Pixies) — 2:06
6. "The KKK Took My Baby Away" (Ramones) — 2:31
7. "Heaven" (The Psychedelic Furs) — 3:24
8. "Merchandise" (Fugazi) — 2:59
9. "Helpless" (Sugar) — 2:54
10. "That's Entertainment" (The Jam) — 3:12

## Créditos
- Trever Keith - Guitarra, vocal
- Chad Yaro - Guitarra, vocal de apoio
- Scott Shiflett - Baixo, vocal de apoio
- Pete Parada - Bateria